# پیرازولو پیرامیدین
پیرازولو پیرامیدین (به انگلیسی: Pyrazolopyrimidine) یک ترکیب شیمیایی با شناسه پاب‌کم ۱۱۶۳۶۷۹۵ است. 